# Петр Воржишек
Петр Воржишек (чеськ. Petr Voříšek, нар. 19 березня 1979, Дечин) — чеський футболіст, півзахисник клубу «Гмунден».
Виступав, зокрема, за клуб «Тепліце», «Спарту» (Прага) та низку австрійських клубів, а також національну збірну Чехії.

## Клубна кар'єра
У дорослому футболі дебютував 1997 року виступами за команду клубу «Тепліце», в якій провів шість сезонів, взявши участь у 102 матчах чемпіонату. Також недовго грав в оренді в команді другої ліги «Хомутов».
З 2004 року грав у складі столичної «Спарти», а в 2005 році відправився в оренду в австрійський чемпіонат, де відіграв за ««Суперфунд» та віденський «Рапід». 
У 2007 році повернувся до Чехії, але не закріпився ані в складі «Млади-Болеслав», ані столичної «Спарти». 
З 2009 року грав в австрійському чемпіонаті за «Альтах», «Аустрію» (Відень) та «Валлерн». Влітку 2016 року у віці 37 років став гравцем австрійського «Гмундена», що виступав в третьому за рівнем дивізіоні країни.

## Виступи за збірні
1998 року провів одну гру у складі юнацької збірної Чехії, відзначившись в ній забитим голом.
Протягом 2000—2002 років залучався до складу молодіжної збірної Чехії. У складі збірної до 21 року виграв чемпіонат Європи 2002 року, що проходив у Швейцарії. На молодіжному рівні зіграв у 21 офіційному матчі, забив 1 гол.
2003 року дебютував в офіційних матчах у складі національної збірної Чехії. Всього провів у формі головної команди країни 4 матчі.

## Досягнення
- Чемпіон Європи (U-21): 2002
- Чемпіон Чехії: 2004/05
- Володар Кубка Чехії: 2002/03, 2003/04, 2007/08